# Пионер (Ленинградская область)
Пионе́р (фин. Hapoisi, Taskopsina) — деревня в Тельмановском городском поселении Тосненского района Ленинградской области.

## История
На шведской «Генеральной карте провинции Ингерманландии» 1704 года, составленной по материалам 1678 года, обозначена деревня Tösnikof.
На «Топографической карте окрестностей Санкт-Петербурга» Военно-топографического депо Главного штаба 1817 года упоминается деревня Таскопсина, состоящая из 5 крестьянских дворов.
На карте Санкт-Петербургской губернии Ф. Ф. Шуберта 1834 года также обозначена деревня Таскопсина.

ТАСКОБЩИНА — деревня принадлежит ведомству Санкт-Петербургского окружного управления, число жителей по ревизии: 45 м. п., 35 ж. п. (1838 год)

В пояснительном тексте к этнографической карте Санкт-Петербургской губернии П. И. Кёппена 1849 года она записана как деревня Taskopsina oder Hapoisinkylä (Таскобщина) и указано количество её жителей на 1848 год: эвремейсов — 47 м. п., 41 ж. п., всего 88 человек.

ТОСКОБЩИНО — деревня Ведомства государственного имущества, по просёлочной дороге, число дворов — 13, число душ — 74 м. п. (1856 год)

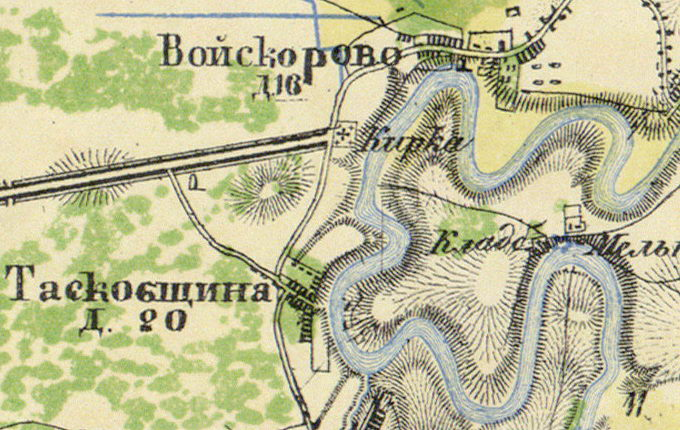
Деревня Таскобщина на карте 1860 года

Согласно «Топографической карте частей Санкт-Петербургской и Выборгской губерний» 1860 года деревня называлась Таскобщина и насчитывала 20 дворов. Между ней и деревней Войскорово находилась лютеранская церковь.

ТОСКОБЩИНО (КЮСТЕНО) — деревня казённая при реке Ижоре, число дворов — 19, число жителей: 59 м. п., 66 ж. п. (1862 год)

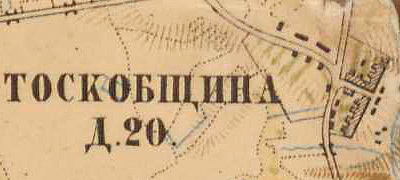
План деревни Тоскобщина. 1885 год

В 1885 году деревня Тоскобщина насчитывала 20 дворов.
В конце XIX — начале XX века деревня административно относилась к Ижорской волости 2-го земского участка 1-го стана Царскосельского уезда Санкт-Петербургской губернии. По приходским данным население деревни было исключительно финским.
По данным «Памятной книжки Санкт-Петербургской губернии» за 1905 год деревня называлась Тоскобщина (Кюстено)и входила в Маймистское сельское общество.
К 1913 году количество дворов в деревне Тоскобщина увеличилось до 30.
Согласно данным переписи населения СССР 1926 года в деревне Таскобщино Войскоровского сельсовета Слуцкой волости Троцкого уезда проживали 169 человек — все финны.
По данным 1933 года деревня Таскобщина входила в состав Войскоровского финского национального сельсовета.

План деревни Таскобщина. 1941 год

Согласно топографической карте РККА 1941 года деревня называлась Тоскобщина и насчитывала 37 дворов.
До 1966 года деревня была преобразована в посёлок Отделение «Пионер» совхоза имени Тельмана и находилась в составе Красноборского поссовета.
В 1973 году деревня называлась Пионер и также входила в состав Красноборского поссовета.
По данным 1990 года деревня Пионер входила в состав Тельмановского сельсовета.
В 1997 году в деревне Пионер Тельмановской волости проживали 180 человек, в 2002 году — 190 человек (русские — 95 %).
В 2007 году в деревне Пионер Тельмановского СП — 176 человек.

## География
Деревня расположена в северной части района на автодороге 41К-174 (подъезд к пос. Фёдоровское), к юго-западу от административного центра поселения — посёлка Тельмана, близ деревни Войскорово.
Расстояние до административного центра поселения — 6,5 км.
Деревня находится на левом берегу реки Ижора.

## Демография
| 1862 | 2007 | 2010 | 2017 |
| ---- | ---- | ---- | ---- |
| 125  | ↗176 | ↗190 | ↘180 |

## Инфраструктура
В деревне находится производственная база и промзона.